# 国民防衛軍事件
国民防衛軍事件（こくみんぼうえいぐんじけん）は、朝鮮戦争中の1951年1月に、韓国の国民防衛軍司令部の幹部らが、国民防衛軍に供給された軍事物資や兵糧米などを横領した事件。横領により9万名余りの韓国軍兵士が餓死したとされる。

## 概要

朝鮮戦争の前線の推移（1950年10月24日～1951年1月8日）。1951年1月4日～1月8日にかけて前線が一気に南下した。

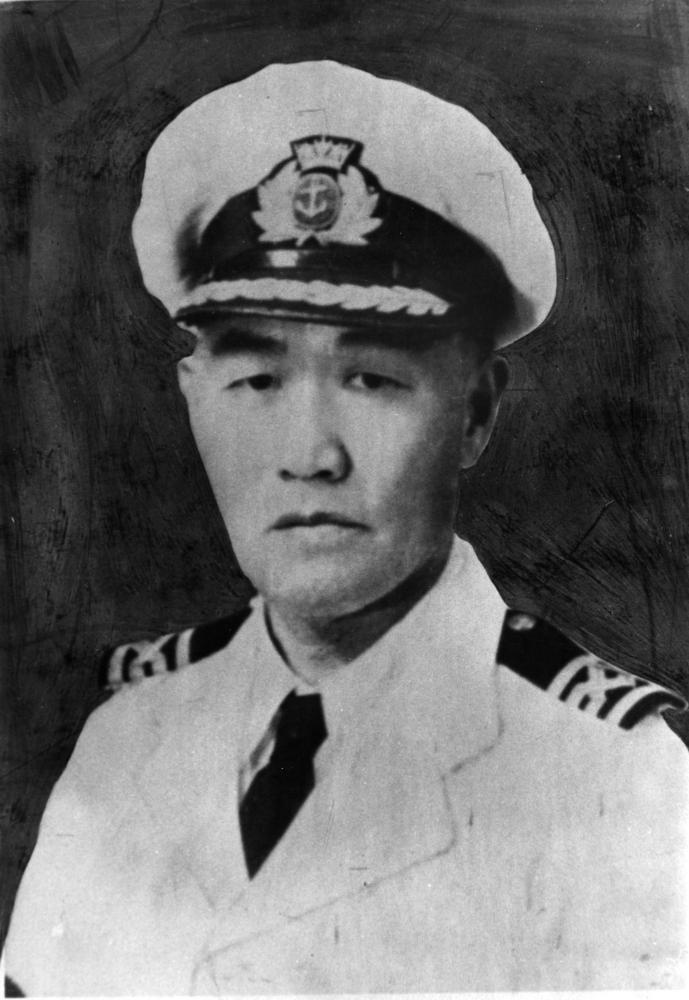
事件の黒幕と見られた申性模国防部長官

国民防衛軍（こくみんぼうえいぐん、朝：국민방위군）は、「国民防衛軍設置法（1950年12月21日公布）」に基づき、学生でない第2国民兵該当者の将兵によって組職された韓国の軍事組織である。
1950年12月時点の韓国軍は、北朝鮮軍の奇襲攻撃を受けてから洛東江戦線で戦力を立て直すまでに兵力の45％を喪失する一方、同年3月の徴兵制廃止により通常の方法のみではまともな兵員招集ができない状況にあった。さらに、仁川上陸作戦で有利になっていた戦局も中国義勇軍の参戦（10月19日）によって悪化し、長津湖の戦いを受けて国連軍は北朝鮮からの退却を開始していた。
そのため、韓国政府は悪化する戦況を打開するために、約50万人の将兵達を51個の教育連隊に分散・収容して国民防衛軍を編成し、韓国軍の戦力を補強しようとした。しかし、早急に編成された軍隊であるため、将兵の動員・輸送・訓練・武装などのための予算不足や指揮統制の未熟さ等の問題点を当初から抱えていた。人事も混迷し、当初は軍隊経験が皆無ながら義勇軍を率いた経験がある金斗漢を司令官に起用しようとするものの拒否された。結局申性模国防部長官の推挙で司令官に金潤根・副司令官に尹益憲をそれぞれ充てたが、この二人は李承晩政権肝煎りの大韓青年団で活動していただけで軍事関係は全くの素人だった。
防衛軍発足直前の時点で前線は北朝鮮地域の一部占領地域（黄海道、及び東朝鮮湾沿岸部）、及び北緯38度線付近にまで後退していたが、1951年1月4日に北朝鮮・中国両軍の攻勢を受けた韓国軍は前線の後退（いわゆる「1・4後退」）作戦を敢行し、国民防衛軍は50万人余りの将兵を後方の大邱や釜山へと集団移送することになった。その際、防衛軍司令部の幹部達は、国民防衛軍のために供給された軍事物資や兵糧の米などを不正に処分・着服した。そのため極寒の中を徒歩で後退する将兵に対する物資供給（食糧・野営装備・軍服）の不足が生じ、9万名余りの餓死者・凍死者と無数の病人を出す「死の行進」となった。
この事件は国会で暴露され、真相調査団が設置された。調査の結果、人員数の水増し報告により国庫金23億ウォン、糧穀5万2000石が着服・横領され、食料品費の計上額と実際の執行額・調達額の差が約20億ウォンに上ることが明らかとなった。また、着服金の一部が李承晩大統領の政治資金として使われたことも明かされ、李始榮副大統領と事件の黒幕と見られた申性模国防部長官が辞任した。

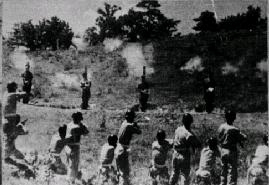
銃殺刑に処される国民防衛軍幹部（1951年8月12日）

翌1951年4月30日、国会は国民防衛軍の解散を決議し、5月12日に解体された。同年7月19日に中央高等軍法会議が開かれ、司令官の金潤根・副司令官の尹益憲など5人に死刑判決、8月12日に大邱郊外の端山で銃殺刑が執行された。
この事件によって、韓国陸軍本部では李承晩への反感が高まった。